# Volo Turkish Airlines 634
Il volo Turkish Airlines 634 era un volo di linea passeggeri interno dallo hub dall'Aeroporto di Istanbul-Atatürk all'aeroporto di Diyarbakir nel sud-est della Turchia. L'8 gennaio 2003 alle 20:19 EET (18:19 UTC), l'aereo del volo, un Avro RJ100 della British Aerospace, impattò al suolo durante l'avvicinamento finale a circa 900 metri (3.000 piedi) dalla soglia della pista, in condizioni meteorologiche avverse. Proseguendo la sua corsa, si schiantò contro un pendio e prese fuoco, causando la morte di 75 degli 80 occupanti, compresi i piloti.

## L'aereo
Il velivolo coinvolto nell'incidente era un Avro RJ100 della British Aerospace, costruito nel 1993 con il numero di serie del produttore E3241. Di proprietà della Trident Jet (Dublino) Limited, era equipaggiato con quattro motori turboreattori Lycoming LF507-1F e venne consegnato alla compagnia aerea nel marzo del 1994. Al momento dell'incidente aveva accumulato un totale di 20.000 ore di volo e 17.000 cicli di decollo/atterraggio.

### L'equipaggio e i passeggeri
L'equipaggio era composto da due piloti e tre assistenti di volo. Il capitano Alaaddin Yunak, un ex pilota dell'aeronautica turca di 34 anni, era entrato a far parte della Turkish Airlines nel 1995 e aveva accumulato 6.309 ore di volo in totale. Il primo ufficiale Ismail Altug Ulusu, 33 anni, era entrato a far parte della Turkish nel 1998 e da allora aveva totalizzato 2.052 ore di volo. A bordo si trovavano 75 passeggeri.

## L'incidente
Il volo 634 era partito dall'Aeroporto di Istanbul-Atatürk alle 18:43 EET (16:43 UTC) in direzione di Diyarbakir, nel sud-est della Turchia. A circa un'ora di volo e 40 miglia nautiche (70 km) dall'aeroporto di destinazione, l'equipaggio prese contatto con il controllore dell'aeroporto di Diyarbakir, che autorizzò il volo all'avvicinamento da sud verso la pista 34, tramite il sistema di radionavigazione VOR, e lo istruì a scendere a 9.000 piedi (2.700 m). Il bollettino meteorologico trasmesso all'equipaggio dal controllore indicava l'assenza di venti e una visibilità di 3.500 metri (1,9 nmi).
Quando il volo si trovò a 8 miglia nautiche (15 km) dalla pista 34 e ad un'altitudine di 5.000 piedi (1.500 m), il controllo del traffico aereo comunicò ai piloti di continuare l'avvicinamento e di riferire non appena stabilito il contatto visivo con la pista. L'equipaggio confermò la richiesta e iniziò le procedure per l'atterraggio, dispiegando il carrello ed estendendo i flap. Continuando a scendere, l'aereo raggiunse la sua altitudine di discesa minima (MDA) di 850 m (2.800 piedi), ma entrambi i piloti riferirono di non avere ancora alcun riferimento visivo per la pista ne di scorgere il suo sistema di illuminazione a causa della nebbia fitta. Uno dei piloti scorse alcune luci in lontananza, senza però riuscire ad indentificarle.
Tuttavia, violando le procedure standard, il comandante decise di proseguire l'avvicinamento, scendendo ulteriormente a 500 piedi (150 m), ben al di sotto della MDA. A 1 miglio (1,6 km) dalla soglia della pista e ad un'altitudine di 200 piedi (60 m), che in questo caso costituiva l'altezza di decisione, il sistema di allarme di prossimità al suolo (GPWS) iniziò a risuonare. Otto secondi dopo l'equipaggio decise di interrompere l'atterraggio ed effettuare una riattaccata, ma prima di poterlo fare colpirono il suolo con la parte inferiore della fusoliera e del carrello di atterraggio alle 20:19 EET (18:19 UTC), 900 metri (3.000 piedi) fuori dalla soglia della pista 34 e 30 metri (100 piedi) dalle luci di avvicinamento, ad una velocità di circa 131 nodi (243 km/h).
Dopo l'impatto l'aereo continuò la sua corsa per circa 200 metri (660 piedi), fino a colpire un pendio, dove si spezzò in tre tronconi principali ed esplose,  prendendo fuoco; i detriti furono sparsi su un'area di circa 800 metri quadrati (8.600 piedi quadrati), mentre la maggior parte dei rottami venne divorata dalle fiamme
L'impatto uccise istantaneamente entrambi i piloti, i tre assistenti di volo e 69 dei 75 passeggeri. Solamente sei passeggeri riuscirono a sopravvivere allo schianto, uno dei quali morì in ospedale a seguito delle ferite riportate.

### Risposta immediata
Poiché il luogo dell'incidente si trovava entro i confini dell'aeroporto, le squadre di ricerca e soccorso del 2º Comando tattico dell'aeronautica militare di stanza alla base aerea di Diyarbakir, che comprendeva due elicotteri, si schierarono rapidamente. Tuttavia nessuno dei due elicotteri fu in grado di partecipare ai soccorsi a causa della fitta nebbia, che, secondo i resoconti dei testimoni oculari, rendeva la visibilità inferiore al metro. Sul posto arrivarono numerosi camion dei pompieri e ambulanze per spegnere l'incendio propagatosi dopo lo schianto e salvare i pochi superstiti.

## Indagini
L'indagine sull'incidente venne condotta dalla Direzione generale dell'aviazione civile (DGCA) turca. Entrambi i registratori di volo - il registratore vocale della cabina di pilotaggio (CVR) e il registratore dei dati di volo (FDR) - furono rinvenuti intatti e spediti ai laboratori della Turkish per l'analisi.
Secondo i registri, il capitano Yunak e il primo ufficiale Ulusu erano adeguatamente addestrati, qualificati ed esperti; prima di prestare servizio sul volo, avevano ricevuto un numero adeguato di ore di riposo e i test antidroga e alcolici erano risultati negativi.
Gli investigatori concentrarono la loro attenzione anche sul velivolo, ma non riscontrarono alcuna anomalia; tutti i controlli di manutenzione erano stati eseguiti correttamente. Un attento esame dei motori rivelò che al momento del disastro funzionavano normalmente e l'aereo era configurato correttamente per l'atterraggio - i flap e il carrello di atterraggio erano estesi e l'altimetro impostato in modo regolare - e anche gli allarmi del sistema di allarme di prossimità al suolo (GPWS) erano facilmente udibili nelle registrazioni del CVR.
Le squadre di ricerca e soccorso che si precipitarono immediatamente sul posto segnalarono una fitta nebbia e lamentarono mancanza di visibilità che, secondo le loro testimonianze, a volte era di 1 metro (3 piedi). Queste affermazioni erano in contrasto con il bollettino meteorologico che il controllore del traffico aereo dell'aeroporto di Diyarbakir aveva trasmesso all'equipaggio pochi minuti prima dell'incidente. Secondo loro, il fuoco non poteva nemmeno essere visto fino all'arrivo sulla scena.
L'analisi dell'FDR e del CVR rivelò che nel momento in cui il velivolo colpì il suolo, si trovava a un angolo di 339° (nord-nord-ovest, in linea con la linea centrale della pista) e 900 metri (3.000 ft) al di sotto della soglia della pista 34 con un angolo di beccheggio positivo di cinque gradi (che corrisponde a una leggera posizione del muso in assetto nose-up). Dai dati di volo fu possibile stabilire che l'autopilota rimase attivato fino a poco prima dell'incidente.

### Rapporto finale
L'indagine venne chiusa circa due anni dopo, nell'aprile 2005, concludendo che:
1. L'equipaggio non è riuscito a rispondere adeguatamente agli allarmi dal GPWS e invece ha insistito per l'atterraggio nonostante un riferimento visivo insufficiente alla pista e al suo ambiente.
2. Una fitta nebbia ha contribuito alla causa dell'incidente.»

La Turkish Airline Pilots Association dichiarò che un sistema di atterraggio strumentale, all'epoca assente presso l'aeroporto, avrebbe potuto prevenire l'incidente.